# Gillian Henselwood
Gillian Henselwood (née le 1er novembre 1962 à Ottawa (Canada)) est une cavalière canadienne.
Elle obtient la médaille d'argent olympique en 2008 à Beijing en saut d'obstacles par équipe, un an après avoir remporté la médaille d'argent dans la même épreuve aux Jeux panaméricains de 2007 à Rio de Janeiro ainsi que la médaille d'or en saut d'obstacles individuel.